# UCO Galveston

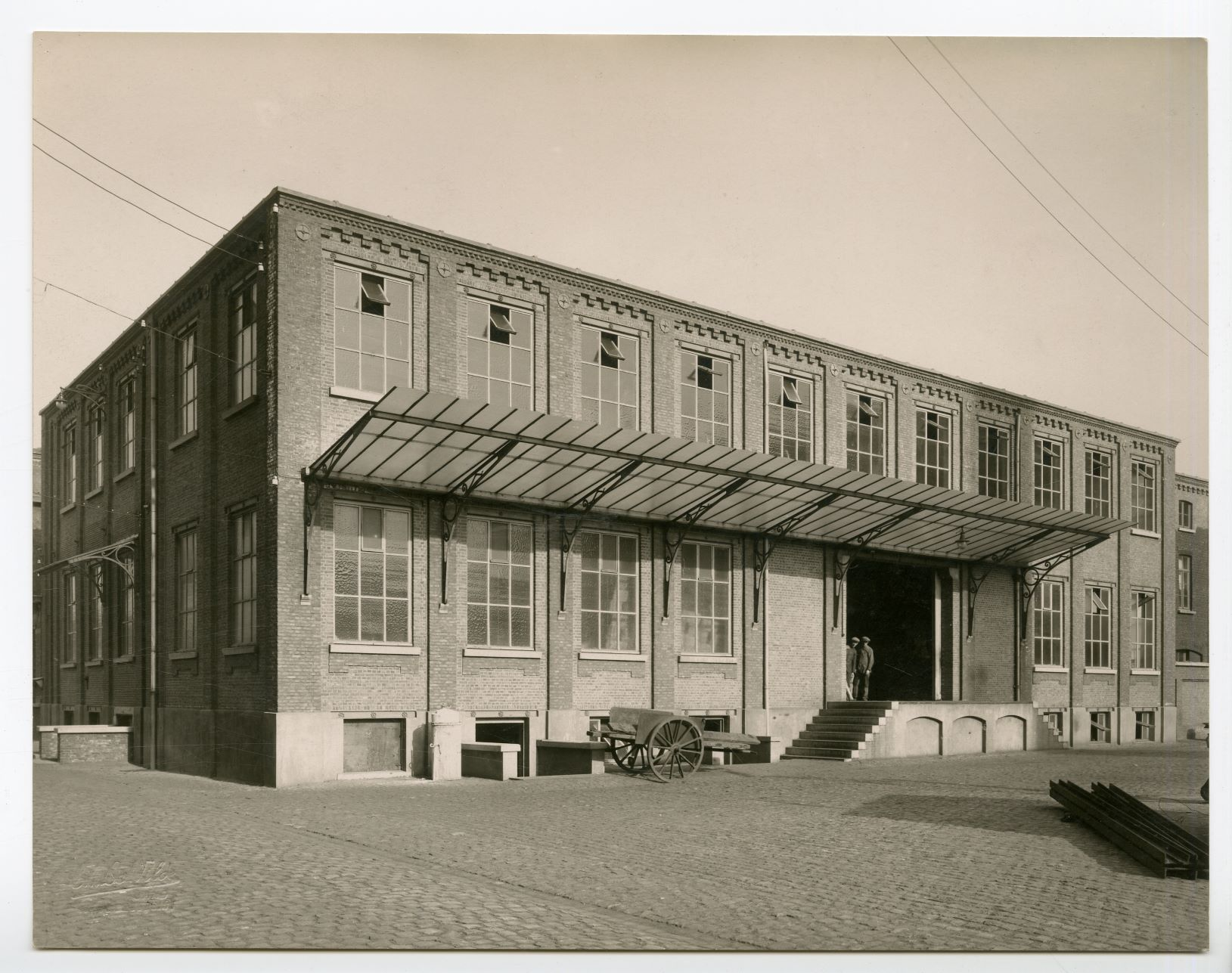
Zicht op originele fabriek La Lieve

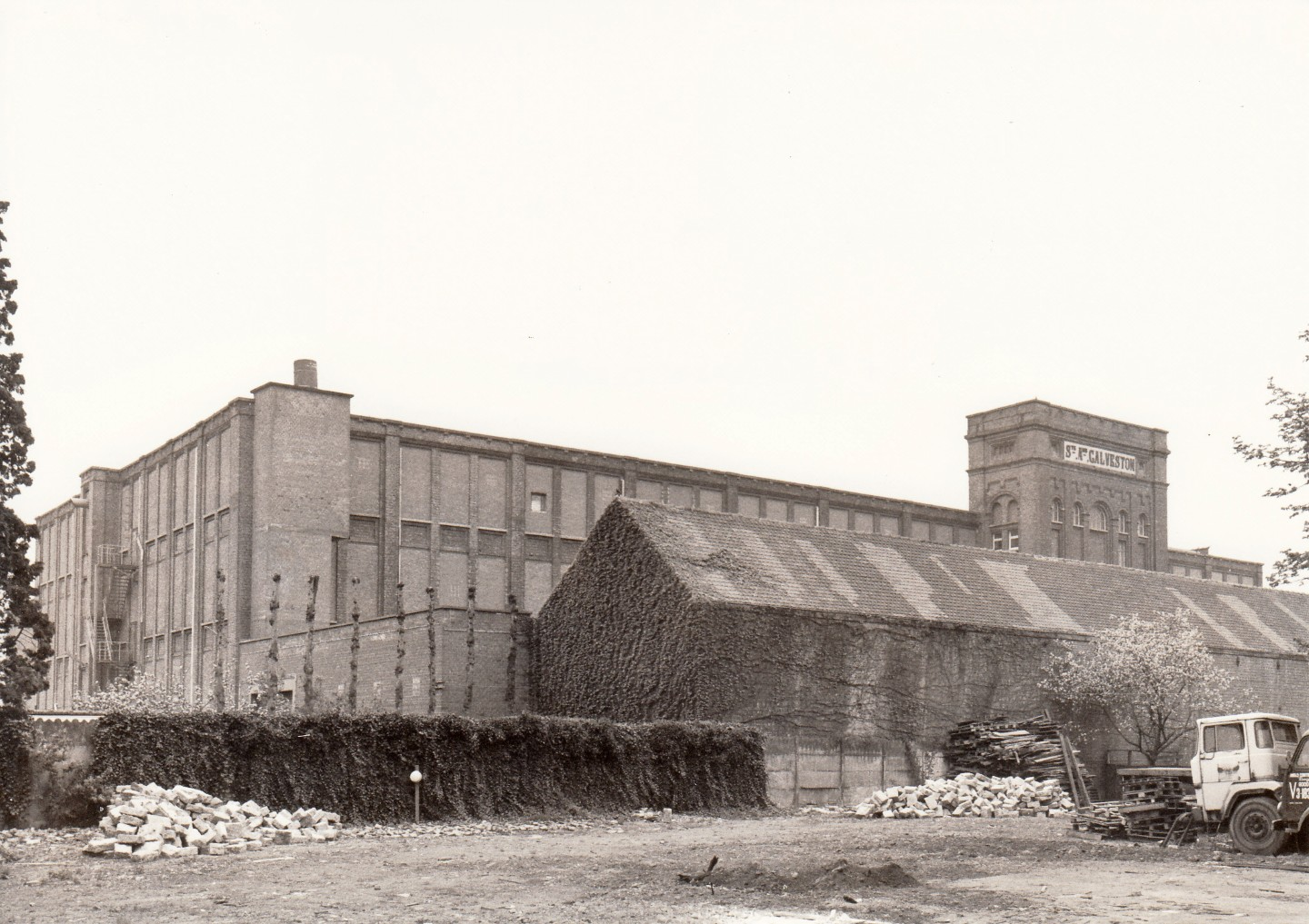

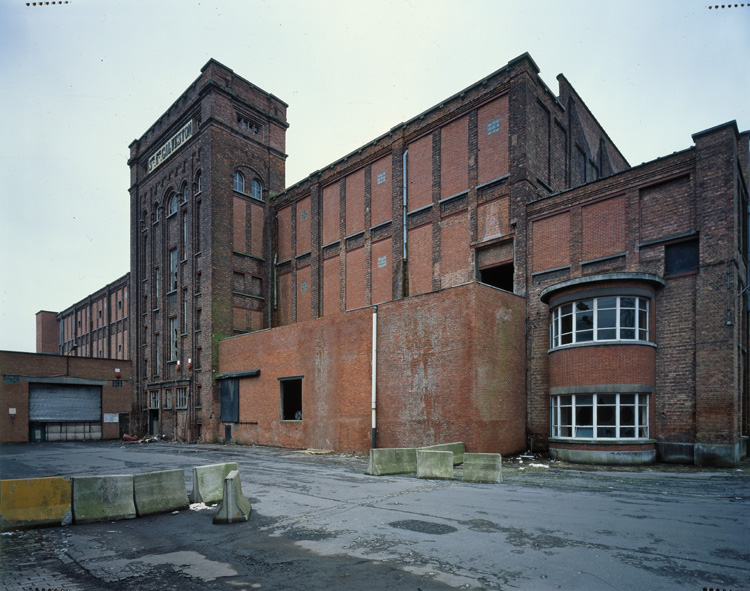
Zicht op UCO Galveston

UCO Galveston was een katoenspinnerij in Gent, gelegen aan de Wiedauwkaai 52 (vroeger de Nijverheidskaai). De fabriek is ook bekend onder de naam NV Galveston of Cotonnière Galveston.

## Geschiedenis
Het bedrijf Society Anonyme Cotonnière Galveston werd in 1910 opgericht door Emile Braun en Adolphe Hebbelynck, die ook de allereerste bestuurders waren. In 1912 ging de productie er van start. De naam Galveston, die bovenaan het gebouw prijkt, verwees naar de Texaanse havenstad van waaruit talloze balen ruw katoen verscheept werden naar Europa.
Vanaf 1919 werd de fabriek onderdeel van het consortium Union Cotonnière. Er werkten toen al meer dan duizend mensen.
Vier pakhuizen aan de overkant van de toegangsweg werden in 1967 toegevoegd aan het complex. Twee ervan dateren uit het midden van de 19e eeuw en behoorden tot vlasspinnerij La Liève, destijds een van de bekendste Gentse spinnerijen.  
De neergang van de Gentse katoenindustrie leidde in 1999 tot de sluiting van de fabriek. Het werd toen al een tijdlang enkel nog als opslagruimte gebruikt. De traptoren en de watertoren werden in 2002 beschermd als monument, maar ook de rest van het industriegebouw bleef behouden en geïnventariseerd als bouwkundig erfgoed. Ook de stapelloods van de voormalige vlasspinnerij La Liève op het terrein van UCO Galveston is sinds 2002 een beschermd monument.
In 2003 kocht de firma NV GIA CATARO het voormalige fabrieksgebouw om er hun bedrijf in onder te brengen. De rest van de site werd verder ontwikkeld om ruimte te bieden voor dienstverlenende bedrijven en grootstedelijke recreatie.
In 2021 huisden er onder meer een evenementenhal, een boksclub, een danshuis, een binnenspeeltuin en een restaurant op het dak. Er kwam ook een paintballlocatie.
In oktober 2024 opent er de grootste indoorboulderzaal van België, Walden, met ruim 200 verschillende klimparcours op 1.250 vierkante meter klimmuur, voor een investering van 1,2 miljoen euro.

## Gebouw
Het gebouw van UCO Galveston dateert van 1910. Het werd door architect Emile De Weerdt ontworpen volgens de Manchester-architectuur en omvat vier bouwlagen onder een plat dak.